# Syriusz Korngold
Syriusz Korngold (ur. 20 grudnia 1899 w Krakowie, zm. po 1939 we Francji) – polski malarz pochodzenia żydowskiego.

## Życiorys
W 1926 opublikował w ukazującym się w Krakowie czasopiśmie "Zwrotnica" artykuł zatytułowany „O rysunku”, pisał w nim o potrzebie konieczności traktowania rysunku jako niezależnej sztuki plastycznej. Do publikacji załączył miniatury czterech rysunków kubistycznych swojego autorstwa. W 1932 Zrzeszenie Artystów Plastyków Zwornik zorganizowało wystawę obrazów, Syriusz Korngold wystawił na niej dwie prace olejne „Głowa kobieca” i „Autoportret akt”. Rok później razem z Arturem Rennertem uczestniczył w wystawie w Antwerpii, gdzie jego obrazy zostały odebrane jako reprezentujące École de Paris. Prawdopodobnie w 1939 opuścił Kraków i na stałe osiadł w Paryżu.